# نیکولای پانکین
نیکولای پانکین (روسی: Николай Иванович Панкин؛ ۲ ژانویهٔ ۱۹۴۹ – ۱۳ اکتبر ۲۰۱۸) شناگر اهل اتحاد جماهیر شوروی سوسیالیستی بود.
وی در مسابقات کشوری و بین‌المللی در مجموع برندهٔ ۵ مدال طلا، ۳ مدال نقره، ۴ مدال برنز شده‌است.